# Fresvik
Fresvik är en kyrkby i Viks kommun i Vestland fylke i västra Norge. Byn ligger där fylkesväg 5602 möter fylkesväg 5603, på den södra sidan av Sognefjorden. Här finns Fresviks kyrka.
Tidigare har byn tillhört dåvarande Leikangers kommun.

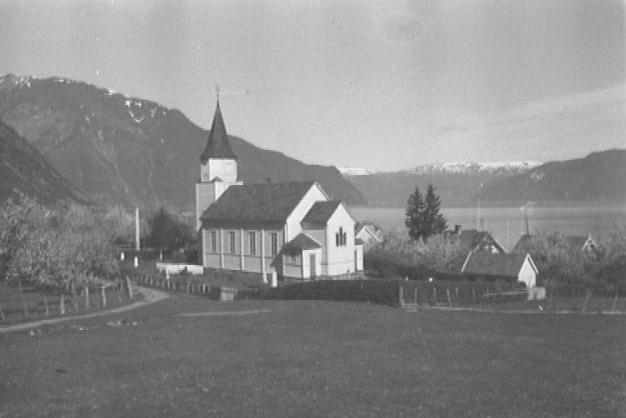
Fresviks kyrka.